# 金子正美
金子 正美（かねこ まさみ、1957年－ ）は、日本の環境学者。酪農学園大学教授。元地方公務員。専門は、環境分析。特に、自然環境分野の地理情報システムの構築及び自然環境評価手法の開発。

## 略歴
北海道赤平市生まれ。1980年帯広畜産大学畜産学部卒業。1985年北海道大学大学院環境科学研究科環境保全学専攻生態系管理学講座単位取得修了。
1985年北海道庁生活環境部環境保全課に入庁。北海道庁保健環境部環境政策課、北海道立環境科学研究センター科長を経て、2001年酪農学園大学環境システム学部地域環境学科助教授。2005年酪農学園大学環境システム学部生命環境学科助教授。2006年酪農学園大学環境システム学部生命環境学科教授。 2010年酪農学園大学農食環境学群教授。2013年酪農学園大学環境システム学部長。現在は、同農食環境学郡環境共生学類教授。2022年北海道社会貢献賞を受賞

## エピソード
アジア全域の野鳥生息状況を生息地の保護目的でデータベース化に取り組んでいる。

## 著書
- 長澤良太, 原慶太郎と共編『自然環境解析のためのリモートセンシング・GISハンドブック』（古今書院、2007年）